# Mirjana Milenković
Mirjana Milenković (ur. 14 marca 1985 w Kragujevacu w Serbii) – czarnogórska piłkarka ręczna, reprezentantka kraju, grająca na pozycji bramkarki. Obecnie występuje w hiszpańskim Itxako Reyno de Navarra.

## Sukcesy
- mistrzostwo Czarnogóry  (2008, 2009)
- puchar Czarnogóry  (2008, 2009)
- mistrzostwo Serbii  (2007)
- Liga Regionalna  (2009)
- mistrzostwo Hiszpanii  (2012)
- puchar Królowej  (2012)